# Merry Christmas (Paulini)
Merry Christmas è il quarto album in studio della cantante figiana Paulini, pubblicato il 6 novembre 2015.
L'album, composto da canzoni natalizie, si tratta del secondo prodotto della cantante riguardante questa festività, dopo l'EP Amazing Grace: Songs for Christmas del 2004.

## Tracce
1. Oh Happy Day – 3:58 (Edwin Hawkings)
2. I'll Be Home for Christmas – 2:24 (Buck Ram, Kim Gannon e Walter Kent)
3. This Christmas – 3:23 (Donny Hathaway, Nadine McKinnor)
4. Cradle in Bethlehem – 3:25 (Larry Stock)
5. Mary's Boy Child/Put a Little Love in Your Heart – 6:08 (Jackie DeShannon, Jester Hairston, Jimmy Holiday, Randy Myers)
6. Last Christmas – 4:39 (George Michael)
7. Silent Night – 2:53 (Franz X. Gruber, Josef Mohr)
8. Jingle Bell Rock – 2:43 (Jim Boothe, Joe Beal)
9. The First Noel – 4:16 (Brano tradizionale)
10. Ave Maria – 4:16 (Franz Schubert)
11. Feliz Navidad – 2:19 (José Feliciano)